# Hydranthea margarica
Hydranthea margarica är en nässeldjursart som först beskrevs av Walter Douglas Hincks 1863.  Hydranthea margarica ingår i släktet Hydranthea och familjen Lovenellidae. Inga underarter finns listade i Catalogue of Life.